# Sztormlina
Sztormlina – lina zawieszona na pewnej wysokości nad pokładem statku, którą członkowie załogi mogą wykorzystywać w celu zabezpieczenia się przed zmyciem z pokładu w czasie sztormu.